# Улица цара Душана (Врање)
| Улица цара Душана           | Улица цара Душана                                                     |
| --------------------------- | --------------------------------------------------------------------- |
|                             |                                                                       |
| Почетак                     | Раскрсница са улицом Краља Милана и улицом Краља Стефана Првовенчаног |
| Крај                        | Раскрсница са Карађорђевом улицом и Улицом војводе Мишића             |
| Дужина                      | 421 m                                                                 |
| Ширина                      | 11 m                                                                  |
| Створена                    | 1928. год.                                                            |
| Названа                     | 1928. год.                                                            |
| Стари називи                | Стаљинградска                                                         |
|                             |                                                                       |
|                             |                                                                       |
| Поглед на Улицу цара Душана |                                                                       |

Улица цара Душана се налази у самом центру Врања. Протеже се од раскрснице са улицама Краља Милана и Краља Стефана Првовенчаног до раскрснице са Карађорђевом улицом и Улицом војводе Мишића, у дужини од 421 метра.

## Име улице
Од октобра 1928. до 1947. године улица је носила назив Улица цара Душана а то је и њен данашњи назив. Од 1947. и 1950. године добија нови назив, Стаљинградска улица.По првом нумерисању улица, које је важило до 6. јануара 1929. године, међу 105 улица, била је и Улица цара Душана.

## Улицом цара Душана
Улица цара Душана једна је од прометних улица у граду. У њој се налазе многи објекти као и значајне институције:
Окружни затвор, Републички фонд за здравствено осигурање, предшколска установа "Наше дете", адвокатске канцеларије, продавнице и део горње пијаце.
До 18. новембра 2019. године Улица цара Душана је била двосмерна улица. Тада је промењен режим саобраћаја и ова улица постаје једносмерна у правцу од раскрснице са Улицом краља Милана до раскрснице са улицом Саве Ковачевића.

## Галерија слика
- Изглед Улице цара Душана са почетка 20-тог века